# Hitzone 4
TMF Hitzone 4 is een verzamelalbum. Het album, onderdeel van de serie Hitzone, werd op 29 september 1998 uitgegeven door de Nederlandse muziekzender TMF. Na het behalen van Platina met TMF Hitzone 3 vielen de verkopen van TMF Hitzone 4 tegen. Toch belandde het album op de 1e plaats in de Verzamelalbum Top 30 en wist het deze positie vijf weken te behouden.

## Nummers
| Nr. | Titel                                     | Uitvoerend artiest         | Duur |
| --- | ----------------------------------------- | -------------------------- | ---- |
| 1.  | Stand By Me                               | 4 The Cause                | 3:43 |
| 2.  | Everybody Get Up                          | 5ive                       | 3:04 |
| 3.  | Bailando                                  | Loona                      | 3:34 |
| 4.  | Viva Forever                              | Spice Girls                | 4:12 |
| 5.  | Love Me in Slow Motion                    | Total Touch                | 4:04 |
| 6.  | Ruffneck                                  | Freestylers                | 4:08 |
| 7.  | Secret Love                               | Roméo                      | 4:00 |
| 8.  | I Wanna Love You                          | Solid HarmoniE             | 3:58 |
| 9.  | Zorba's Dance                             | LCD                        | 2:57 |
| 10. | Teardrops                                 | Lovestation                | 4:05 |
| 11. | Let Me Hear the DJ                        | Miss Peppermint            | 3:39 |
| 12. | Never Surrender                           | 2 Unlimited                | 3:56 |
| 13. | Hello How Are You                         | No Mercy                   | 4:20 |
| 14. | Storm                                     | Storm                      | 3:43 |
| 15. | Urgently in Love                          | Billy Crawford             | 3:54 |
| 16. | My Lover                                  | Ultimate Kaos              | 3:15 |
| 17. | Put Your Hands Up                         | The Black & White Brothers | 3:31 |
| 18. | Lilali                                    | Kim Kay                    | 3:21 |
| 19. | Freak Me (Rich Boogie Remix) (bonustrack) | Another Level              | 4:53 |
| 20. | Zelfs je naam is mooi (bonustrack)        | Henk Westbroek             | 4:31 |